# スヌイヤック
スヌイヤック （Senouillac）は、フランス、オクシタニー地域圏、タルヌ県のコミューン。

## 地理
ガヤック都市圏に含まれ、ガヤックの北東7kmに位置する。村はタルヌ川谷を見下ろす丘の上にある。
モーリアック、ラ・バセティエ、ル・ボスクの3つの集落を持つ。コミューン内を流れるのはタルヌ川の支流ヴューラック川である。

## 由来
地元ではSénouillacという綴りも存在するが、公式の地理コードに従えばコミューンの正式名称はSenouillacである。

## 経済
ブドウ栽培がおこなわれ、ワインが生産される。ガヤックAOC（fr）、ガヤック・プルミエール・コート（fr）、コート・デュ・タルヌ（fr）が知られる。

## 人口統計
| 1962年 | 1968年 | 1975年 | 1982年 | 1990年 | 1999年 | 2007年 | 2014年 |
| ------ | ------ | ------ | ------ | ------ | ------ | ------ | ------ |
| 815    | 775    | 687    | 788    | 879    | 835    | 997    | 1087   |

参照元:1962年から1999年までは複数コミューンに住所登録をする者の重複分を除いたもの。それ以降は当該コミューンの人口統計によるもの。1999年までEHESS/Cassini、2006年以降INSEE。